# Musica proibita (romanza)
Musica proibita è una romanza italiana composta  nel 1881 dall'allora ventenne Stanislao Gastaldon che grazie a questa composizione conobbe immediatamente la notorietà.

## Storia e significato
La romanza diede immediatamente notorietà all'autore torinese, il quale compose un'altra romanza con il titolo Se avessi l'ali.. ed un'altra ancora Fuggiamo che furono accolte con entusiasmo dalle teenager dell'epoca. 
Nel 1883 Gastaldon compose un'altra romanza, un duetto dal titolo La musica dei baci, che era il finale di Musica proibita e che, nel 1900-3, fu incisa dal tenore Prestini ed il contralto C. Mattiuzzi per la Black Zonophoe di Milano. 
L'io narrante del testo è quello di una fanciulla che vorrebbe ripetere il ritornello di una canzone d'amore che un bel garzone le canta ogni sera, da sotto il balcone. Ciò le viene proibito dalla madre, ma la fanciulla approfitta della sua assenza ed intona l'aria e le parole: 
(Flick-Flock, Musica proibita, 1881)
Pertanto la romanza, sebbene teoricamente dovrebbe essere stata scritta per una voce femminile, viene interpretata principalmente da tenori e baritoni e meno spesso da duetti con voce femminile e maschile.

Il testo:

Ogni sera di sotto al mio balcone

Sento cantar una canzone d'amore,

Più volte la ripete un bel garzone

E battere mi sento forte il core,

E battere mi sento forte il cor

Oh quanto è dolce quella melodia!

Oh com' è bella, quanto m' è gradita!

Ch'io la canti non vuol la mamma mia:

Vorrei saper perché me l'ha proibita?

Ella non c'è ed io la vo' cantar

La frase che m'ha fatto palpitare:

Vorrei baciare i tuoi capelli neri,

Le labbra tue e gli occhi tuoi severi,

Vorrei morir con te, angel di Dio,

O bella innamorata tesoro mio.

Qui sotto il vidi ieri a passeggiare,

E lo sentiva al solito cantar:

Vorrei baciare i tuoi capelli neri,

Le labbra tue e gli occhi tuoi severi

Stringimi, o cara, stringimi al tuo core,

Fammi provar l'ebbrezza dell'amor.

## Altre versioni
- Elīna Garanča
- Mario Lanza
- Alfredo Kraus
- José Carreras
- Dmitri Hvorostovsky
- Claudio Villa